# Asociación Nacional Gubernamental Hipotecaria (Ginnie Mae)
La Asociación Nacional Gubernamental Hipotecaria (GNMA), o Ginnie Mae fue establecida en los Estados Unidos en 1968 para promover la propiedad de vivienda. Como una corporación gubernamental totalmente pública dentro del Departamento de Vivienda y Desarrollo Urbano de los Estados Unidos, la misión de Ginnie Mae es expandir la financiación de viviendas asequibles en Estados Unidos enlazando el capital doméstico y global a los mercados financieros de vivienda de la nación, proporcionando liquidez de mercado a programas de préstamos hipotecarios con patrocinio federal.
Ginnie Mae permite a los prestamistas hipotecarios la obtención de una mayor rentabilidad de sus préstamos en los mercados de capitales. Los prestamistas pueden utilizar sus beneficios para poner nuevos préstamos hipotecarios a disposición de los consumidores. Eso también ayuda a reducir los costos de la financiación y facilita que se creen oportunidades para establecer viviendas sostenibles y asequibles para familias que buscan disponer de bienes inmuebles en propiedad.
- Datos: Q1525061
- Multimedia: Government National Mortgage Association / Q1525061